# الإسلام في تونغا
وصل الإسلام إلى تونغا مؤخرا بوصول بعض الدعاة المسلمين خلال القرن 20.

## تاريخ
بدأ الدعاة المسلمون من جزيرة فيجي نشر الدين الإسلامي في تونغا سنة 1983. في سنة 1992, تأسست أول جمعية إسلامية في البلاد. في مايو من عام 2010, ساعدت لجنة جزر المحيط الهادئ من الندوة العالمية للشباب الإسلامي في إنشاء مركز إسلامي سمي باسم السيدة خديجة رضي الله عنها في العاصمة نوكو ألوفا, ويعتبر أول مسجد في جزيرة تونغا، ويوفر المركز حاليا دروساً في اللغة العربية والشعائر الإسلامية.

## ديموغرافيا
حاليا يبلغ عدد المسلمين في تونغا حوالي 300, مشكلين بذلك نسبة 0.3% من مجموع السكان، ويرتبط المسلمون بعلاقات جيدة مع المسؤولين في البلاد. و تعتبر جزر تونغا من الجزر التي ينتشر فيها الإسلام بصورة سريعة جدا فهي أرضية خصبة للعمل الدعوي.

### احتياجات
- يوجد داعية محلي حصل على منحة دراسية من إحدى الجامعات الليبية وقد تخرج منها وهو إمام المسلمين هناك ويحتاج إلى من يؤمن له راتبه حتى يتفرغ للعمل الدعوي.
- هناك حاجة لقيام عدد من طلبة بزيارة الجزيرة وتعليم الناس ونصحهم حيث أن مثل هذه الزيارات نادرة مع ما لها من أثر عظيم في ترسيخ الإسلام وزيادة أعداد المسلمين.
- كذلك من الضروري إعطاء منح دراسية لبعض الطلاب لإكمال دراستهم في فيجي و غيرها من الدول.
- يحتاج المسلمون إلى وجود مكتبة إسلامية إلكترونية وورقية بالإضافة إلى ترجمة للمصحف الكريم باللغة الإنجليزية.[2]